# Peter L. Brady
Peter Lorenzo Brady (* 2. Januar 1945 in Kingston) ist ein pensionierter jamaikanischer Offizier.

## Leben
Peter Brady wurde geboren als Sohn des Chefstewards Herbert Brady und seiner Frau May. Er besuchte im Saint Catherine Parish das St Mary’s College.
Nach seinem Eintritt in die Jamaica Defence Force (JDF) absolvierte er die militärische Ausbildung und die Offiziersausbildung an der Infanterieschule des Royal Canadian Infantry Corps, der Flottenschule in Stadacona am kanadischen Marinestützpunkt CFB Halifax, am Canadian Army Command and Staff College und am Royal Naval College der Royal Navy im Royal Borough of Greenwich. Am 15. Januar 1967 heiratete er Carolyn Theresa Chung. Aus der Ehe gingen ein Sohn und eine Tochter hervor.
Von 1970 bis 1971 war er Kommandant eines Schiffes der Jamaica Defence Force Coast Guard. Nach einer Verwendung als stellvertretender Kommandeur des Support and Services Battalions bis 1978 war er von 1978 bis 1988 Kommandeur der JDF Coast Guard, zunächst im Dienstgrad Lieutenant Commander, später als Commander. Von 1988 bis 1989 war er Marineberater der Port Authority of Jamaica und danach bis 1990 Colonel im Generalstab der JDF.
1990 wurde er als erster Coast-Guard-Offizier militärischer Oberbefehlshaber der Jamaica Defence Force. Sein Dienstgrad war Rear Admiral. In seine Amtszeit bis 1998 fiel die Aufstellung des 1. Engineer Regiments und die Teilnahme der JDF an der multinationalen Operation Uphold Democracy in Haiti 1994.
Brady ist unter anderem Generaldirektor der Maritime Authority of Jamaica (MAJ) des Ministry of Transport, Works and Housing (MTW) und Verwaltungsbeiratsmitglied des Caribbean Maritime Institute (CMI).

## Auszeichnungen
- 1991: Commander des Order of Distinction (CD)
- 1991: Aide-de-camp (ADC)
- 1994: Commander des Royal Victorian Order (CVO)